# جومالی (اورتاکوی)
جومالی (به ترکی استانبولی: Cumali) یک منطقهٔ مسکونی در ترکیه است که در اورتاکوی (آق‌سرای) واقع شده‌است.